# پرتوقارچ
پرتوقارچ، اکتینومیست یا اکتینومایسس (نام علمی: Actinomyces) نام یک سرده از باکتری‌ها رده اکتینوباکترها است. اکتینومیست‌ها از رشته‌های بلند و شاخه‌شاخه تشکیل شده‌اند و مانند کلاف‌های در هم پیچیده پهلوی یکدیگر جا می‌گیرند و تمایل به تشکیل اشکال زنجیره ای یا رشته ای دارند. شباهت زیادی به قارچ‌ها دارند ولی عدم وجود هسته و مشاهده ترکیبات پپتیدوگلیکان، پروکاریوت بودن آن‌ها را تأیید می‌کند.

## مورفولوژی و تشخیص
بیشتر اکتینومیست‌ها شاخه‌های هوایی دارند که در انتهای آن‌ها دانه‌های ریزی به نام «کونیدی» وجود دارد.
اکتینومیست‌ها باکتری‌هایی دراز و گرم مثبت و بی هوازی اختیاری (استثنا: اکتینومیست اسرائیلی و اکتینومیست میری بی‌هوازی اجباری می‌باشند) هستند که از رشته‌های گرم مثبت درازی که در درون دانه‌های کوچک و سخت به نام «دانه‌های گوگردی» موجود در چرک ایجاد شده‌اند.
اکتینومیست‌ها هوازی را می توان بر اساس رنگ آمیزی اسید فست طبقه بندی کرد. 

## رشد
همزمان با رشد باسیل، سلول ها پس از تقسیم شدن در کنار هم باقی می مانند تا زنجیره ای طویل از باکتری و در مواردی شاخه دار تشکیل دهند.

## زیستگاه
اکتینومیست‌ها در خاک پراکنده‌اند و به صورت همزیست در بدن انسان و حیوانات مختلف زندگی می‌کنند. آن‌ها به خاطر نقش مهمشان در زیست‌بوم خاک، تجزیه مواد آلی، کیتینو لیگنین شناخته می شوند. وجود این باکتری ها برای تولید کمپوست ضروری می باشد. گونه های خاصی از آن ها فلور نرمال پوست، دهان، روده و واژن انسان و دام هستند.

## بیماری زایی
آن ها همچنین برای بیماری زایی در انسان و دام شناخته شده می باشند. بیماری با این باکتری ها زمانی ایجاد می شود که بر اثر زخم به داخل نواحی بدن وارد شوند. از آن جایی که بیماری زای فرصت طلب هستند، افراد دارای نقص ایمنی ریسک بیشتری برای ابتلا به این بیماری ها دارند. به دلیل صفاتی که گفته شد و فیلامنت زایی رشته ای، به نوکاردیا شباهت دارند.